# Nördliche Todesotter
Die Nördliche Todesotter (Acanthophis praelongus) ist eine Schlangenart aus der Familie der Giftnattern (Elapidae) und zählt zur Gattung der Todesottern (Acanthophis). Die wissenschaftliche Erstbeschreibung erfolgte durch den australischen Zoologen Edward Pierson Ramsay im Jahr 1877.

## Merkmale

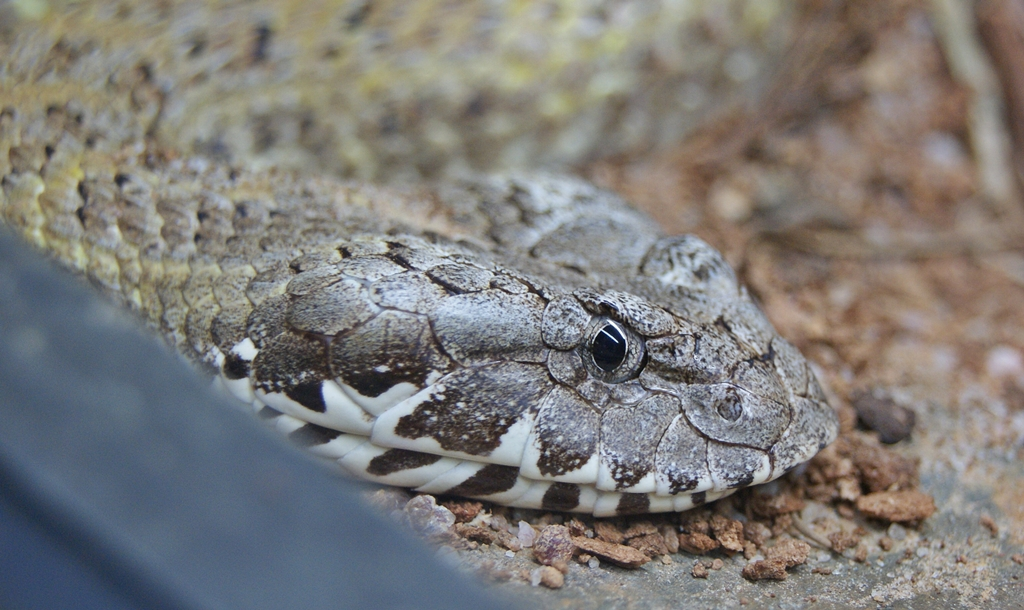
A. praelongus, Detail (Kopf)

Acanthophis praelongus erreicht eine Gesamtlänge zwischen 40 cm und 70 cm. Der Körper ist kräftig gebaut. Der Kopf ist relativ flach, breit und deutlich vom Hals abgesetzt. Die Augen besitzen eine rundliche und bei Lichteinfall vertikal elliptische Pupille. Der Schwanz ist kurz, dünn und kann hell gefärbt sein. Der Körper besitzt oberseits eine je nach Individuum variable Grundfärbung und kann von grau über dunkelbraun bis rötlichbraun reichen. Entlang des Körpers zeichnen sich circa 50 helle, dunkel gerandete Querbinden ab. Der Kopf ist dunkel gefärbt. Ober- und Unterlippenschilde sind hell gerandet und können ein markantes Fleckenmuster aufweisen. Der Giftapparat besteht, wie für Giftnattern typisch, aus seitlich des Schädels befindlichen Giftdrüsen (spezialisierte Speicheldrüsen) und im vorderen Oberkiefer befindlichen Fangzähnen (proteroglyphe Zahnstellung).
Die Pholidose (Beschuppung) zeigt folgende Merkmale:
- 21 bis 23 Reihen Rumpfschuppen (Scuta dorsalia),
- zumeist weniger als 130 Bauchschilde (Scuta ventralia),
- 1 ungeteiltes Analschild (Scutum anale).

### Ähnliche Arten
Acanthophis praelongus ist eng verwandt mit Acanthophis antarcticus (Gewöhnliche Todesotter). Mit dieser und Acanthophis pyrrhus kann sie leicht verwechselt werden. Zur Unterscheidung können folgende Merkmale herangezogen werden:
- Im Gegensatz zu A. pyrrhus dunklere Färbung, stärker ausgeprägtes Farbmuster, hintere Scuta dorsalia glatt oder nahezu glatt, Präfrontale ungeteilt.
- Im Gegensatz zu A. antarcticus Kopfschilde runzeliger, vordere Scuta dorsalia stärker gekielt, freie Kante der Supraokularschilde oft angehoben, 4. Scutum sublabiale nicht viel höher als breit sowie zumeist weniger Dorsalschildreihen auf dem Nacken als auf dem Rücken.[1]

## Verbreitung
Das Verbreitungsgebiet umfasst Regionen in Indonesien (Seram, Tanimbarinseln, Westneuguinea), Papua-Neuguinea und Australien (Northern Territory, Queensland, Western Australia). Die besiedelten Biotope werden von savannenartigen Ebenen und Grasland, Böschungen, tropischem Regenwald und Buschland dargestellt.

## Lebensweise
Acanthophis praelongus führt eine nachtaktive, versteckte und bodenbewohnende Lebensweise. Zumeist verbringt sie den Tag eingegraben im Bodensubstrat, etwa unter verrottendem Laub. Als Ansitzjäger wartet sie dabei auf vorbeiziehende Beute. Die Augen spähen aus dem Substrat hervor und die wurmartig verjüngte Schwanzspitze wird zumeist in der Nähe des Kopfes aus dem Substrat hervorgestreckt. Durch die helle Färbung und zuckende Bewegungen wird ein potentielles Beutetier imitiert, um Echsen (die Hauptnahrung der Nördlichen Todesotter) oder kleine Vögel anzulocken. Diese werden bei ausreichender Annäherung durch einen schnellen Biss der Schlange gepackt. Weiterhin werden auch Froschlurche erbeutet. Die Nördliche Todesotter ist bedroht durch die Ausbreitung der Aga-Kröte, welche ebenfalls nicht verschmäht wird, jedoch giftig ist. Die Fortpflanzung erfolgt durch Ovoviviparie, also ei-lebendgebärend. In Gefangenschaft wurden Würfe mit etwas weniger als zehn Jungschlangen dokumentiert. Die Jungschlangen messen bei der Geburt circa 10 cm.
Bei Annäherung verharrt die Schlange zumeist regungslos und vertraut auf ihre Tarnung. Wird sie dennoch weiter gestört, geht sie in eine Verteidigungsposition mit abgeflachtem Körper und zusammengerollten Körperschlingen über und stößt gegebenenfalls blitzschnell mit einem Verteidigungsbiss zu. Schließlich versucht sie zu fliehen.

## Schlangengift
Das Giftsekret von Acanthophis praelongus enthält in erster Linie präsynaptische und postsynaptische Neurotoxine. Weiterhin sind vermutlich Myotoxine und Substanzen mit einer gerinnungshemmenden Wirkung vorhanden. Bei Entnahme (Melken) von Giftsekret wurde eine Ausbeute von 49,5 mg (Trockengewicht) ermittelt. Neben unspezifischen Allgemeinsymptomen (z. B. Kopfschmerz, Schwindel, Übelkeit, Erbrechen) und leichten Schmerzen an der Bissstelle stehen neurotoxische Symptome im Vordergrund. Lähmungserscheinungen können sich anfangs durch eine Ptosis bemerkbar machen und schließlich zu einer Paralyse führen. Der Tod kann durch periphere Atemlähmung eintreten. Die wichtigste Maßnahme nach erfolgter Intoxikation durch Giftbiss ist die Applikation eines geeigneten Antivenins (z. B. 'Death Adder Antivenom' oder 'Polyvalent Snake Antivenom (Australia - New Guinea)' des Herstellers CSL Limited) im Rahmen einer intensivmedizinischen Betreuung.